# Список королів Лаосу

Королівський штандарт Королівства Лаос

У статті подано список монархів держав, що в різні історичні періоди існували на території сучасної Лаоської Народно-Демократичної Республіки.
Першим відомим таким державним утворенням було королівство Лансанг, що на піку своєї могутності було одним з найбільших у Південносхідній Азії. Попри насичений історичний шлях, цікавість дослідників до історії Лаосу надто низька. Як наслідок — більшість інформації походить з придворних хронік або ж із джерел сусідніх держав-конкуретнів за вплив у регіоні, зокрема з територій сучасних Китаю, В'єтнаму, М'янми, Таїланду й Камбоджі.
Монарша влада в Лаосі будувалась за зразком моделі мандала, першим представником якої вважається імператор Ашока. Теоретично королів та спадкоємців престолу обирала королівська Сена, рада, до складу якої входили старші члени королівської родини, міністри, генерали, а також старші представники буддійської санґга (духовенства). Сена у своїх рішеннях спиралась на походження кандидата, а також на його особисту дгарму. На відміну від інших монархій, спадкування престолу в Лаосі не ґрунтувалось на праві первородства чи Божому праві королів.
Родоначальником держави Лаос вважається легендарний Кхун Бором, містичний праотець народу таї. Першим достовірним правителем був Фа Нгум — засновник держави Лансанг.
Держава Лансанг існувала впродовж понад трьох століть (1353—1694), допоки від неї не відокремились царства В'єнтьян, Луанґпхабанґ та Тямпасак. Держава возз'єдналась 1946 року як монархія під французьким протекторатом.
Останнім монархом Лаосу став Сісаванг Ваттана, який 1975 року після державного перевороту зрікся престолу. Після того королівство Лаос припинило своє існування, натомість на мапі світу з'явилась Лаоська Народно-Демократична Республіка.

## Королівство Лансанг (1353—1707)
| Фа Нгум                                              |  | 5 січня 1353  | 1372          |                 |
| Самсенетаї                                           |  | 1372          | 1416          |                 |
| Лан Кхам Денг                                        |  | 1417          | 1428          |                 |
| Пхомматат                                            |  | 1428          | 1429          |                 |
| Юкхон                                                |  | 1429          | 1430          |                 |
| Хон Кхам                                             |  | 1430          | 1432          |                 |
| Кхам Там Са                                          |  | 1429(?); 1432 | 1429(?); 1432 |                 |
| Лусаї                                                |  | 1432          | 1433          |                 |
| Кхаї Буа Бан                                         |  | 1433          | 1436          |                 |
| Кхам Кеут                                            |  | 1436          | 1438          |                 |
| Нанг Кео Пхімпха                                     |  | 1438          | 1438          |                 |
| Міжцарство (1438—1441, правила Сена та члени санґга) |  |               |               |                 |
| Чаккапхат Пхаєн Пхаєо                                |  | 1441          | 1479          |                 |
| Суванна Банланґ                                      |  | 1479          | 1485          |                 |
| Ла Сен Таї                                           |  | 1486          | 1495          |                 |
| Сомпху                                               |  | 1495          | 1500          |                 |
| Вісунарат                                            |  | 1500          | 1520          |                 |
| Потісарат I                                          |  | 1520          | 1548          |                 |
| Сеттатірат                                           |  | 1548          | 1571          |                 |
| Сен Сулінта                                          |  | 1571          | 1575          |                 |
| Воравонґса I                                         |  | 1575          | 1579          |                 |
| Сен Сулінта                                          |  | 1580          | 1582          | Друге правління |
| Нахон Ної                                            |  | 1582          | 1583          |                 |
| Міжцарство (1583—1591)                               |  |               |               |                 |
| Кео Кумане                                           |  | 1591          | 1596          |                 |
| Воравонґса II                                        |  | 1596          | 1621          |                 |
| Упхаґнуварат I                                       |  | 1621          | 1622          |                 |
| Потісарат II                                         |  | 1622          | 1627          |                 |
| Мон Кео                                              |  | 1627          | 1633          |                 |
| Тоне Кхам                                            |  | 1633          | 1637          |                 |
| Вічаї                                                |  | 1637          | 1638          |                 |
| Сурінья Вонґса                                       |  | 1638          | 1694          |                 |
| Тіан Тала                                            |  | 1694          | 1695          |                 |
| Нан Тарат                                            |  | 1695          | 1698          |                 |
| Сеттатірат II                                        |  | 1698          | 1707          |                 |

## Королівство В'єнтьян (1707—1828)

Прапор королівства В'єнтьян

Королівство В'єнтьян утворилось 1707 року в результаті суперечки про спадкування престолу між Сеттатіратом II, якого підтримував в'єтнамський двір у Хюе, та Кінґкітсаратом (онуком Сурінья Вонґса), якого підтримав правитель царства Сіпсун Панна. Від 1707 до самої ліквідації королівства 1828 року В'єнтьян суперничав з сусідніми Луанґпхабанґом і Тямпасаком, хоч вони й залишались культурно-спорідненими землями. 1828 року після повстання під проводом Анувонґа королівство В'єнтьян припинило своє існування та разом з Тямпасаком потрапило під владу Сіаму.
| Ім'я                          | Зображення | Початок правління | Завершення правління | Примітки                               |
| ----------------------------- | ---------- | ----------------- | -------------------- | -------------------------------------- |
| Сеттатірат II                 |            | 1707              | 1730                 |                                        |
| Онг Лонг                      |            | 1730              | 1767                 |                                        |
| Онг Бун                       |            | 1767              | 1778                 |                                        |
| Сіамська окупація (1778—1780) |            |                   |                      |                                        |
| Онг Бун                       |            | 1780              | 28 листопада 1781    |                                        |
| Нантасен                      |            | 28 листопада 1781 | січень 1795          |                                        |
| Інтавонґ                      |            | 2 лютого 1795     | 7 лютого 1805        | Васал Сіаму                            |
| Анувонґ                       |            | 7 лютого 1805     | 19 грудня 1828       | Очолив повстання проти сіамської влади |

## Королівство Тямпасак (1713—1904)

Прапор королівства Тямпасак

Королівство Тямпасак проголосило свою незалежність від В'єнтьяну 1713 року. До складу нової держави увійшли землі на південь від річки Себанг до міста Стингтраенг (сучасна Камбоджа), а також землі у нижніх течіях річок Мун та Сіцзян на плато Корат (сучасний Таїланд). 1829 року королівство анексував Сіам, а наступних місцевих правителів призначали у Бангкоку. 1893 року усі території Тямпасаку взяла під контроль Франція, 1904 королівство було переформовано на губернаторство, втім фактично ним продовжували правити представники королівської родини. Після Другої світової війни Тямпасак остаточно перейшов до Франції, а 1946 року було возз'єднано королівство Лаос, до складу якого ввійшли й землі Тямпасаку.
| Ім'я                       | Зображення | Початок правління | Завершення правління | Примітки                           |
| -------------------------- | ---------- | ----------------- | -------------------- | ---------------------------------- |
| Нокасад                    |            | 1713              | 1738                 |                                    |
| Саякумане                  |            | 1738              | 1791                 |                                    |
| Фай На                     |            | 1791              | 1811                 | Призначений королем Рамою I        |
| Но Муонг                   |            | 1811              | 1811                 | Призначений королем Рамою II       |
| Міжцарство (1811—1813)     |            |                   |                      |                                    |
| Маної                      |            | 1813              | 1820                 | Призначений королем Рамою II       |
| Ньо                        |            | 1820              | 1827                 | Призначений королем Рамою II       |
| Анексія Сіамом (1829—1893) |            |                   |                      |                                    |
| Хуай                       |            | 1827              | 1841                 | Призначений королем Рамою II       |
| Нарк                       |            | 1841              | 1850                 | Призначений королем Рамою III      |
| Буа                        |            | 1850              | 1853                 | Призначений королем Рамою III      |
| Міжцарство (1853—1856)     |            |                   |                      |                                    |
| Кхам Наї                   |            | 1856              | 1858                 | Призначений королем Монгкутом      |
| Міжцарство (1858—1863)     |            |                   |                      |                                    |
| Кхам Сук                   |            | 1863              | 28 липня 1900        | Призначений королем Чулалонгкорном |
| Ратсаданай                 |            | 28 липня 1900     | 19 вересня 1904      |                                    |

## Королівство Луанґпхабанґ (1707—1893) та Лаос під французьким протекторатом (1893—1946)

Прапор королівства Луанґпхабанґ (1707–1893)
Прапор Лаосу під французьким протекторатом (1893–1952)

Після поділу Лансангу, коли 1560 року столицю було переміщено до В'єнтьяна, Луанґпхабанґ відновив свій престиж як королівське місто. Воно стало зростаючим релігійним і торгівельним центром, однак залишалось політично слабким, до того ж було розграбоване бірманцями 1764 року. Впродовж XVIII та XIX століть королівство було васалом Сіаму, Бірми та В'єтнаму. 1828 року після повстання під проводом Анувонґа королівство анексував Сіам. Попри васалітет, правителі Луанґпхабанґу мали певну автономію, однак державі не вистачало сил для ефективного забезпечення безпеки, внаслідок чого до меж королівства в середині XIX століття вторглись китайські пірати хо.
| Ім'я                                     | Зображення | Початок правління | Завершення правління | Примітки    |
| ---------------------------------------- | ---------- | ----------------- | -------------------- | ----------- |
| Кінґкітсарат                             |            | 1707              | 1713                 |             |
| Онг Кхам                                 |            | 1713              | 1723                 |             |
| Інтасом                                  |            | 1723              | 1749                 |             |
| Відбиття в'єтнамського вторгнення (1749) |            |                   |                      |             |
| Інтапхом                                 |            | 1749              | 1749                 |             |
| Сотікакумман                             |            | 1749              | 1768/1771            | Васал Бірми |
| Суріньявонґ II                           |            | 1771              | 1788                 |             |
| Анурута                                  |            | 3 лютого 1792     | 31 грудня 1819       |             |
| Мантатурат                               |            | 31 грудня 1819    | 1836                 |             |
| Міжцарство (1836—1839)                   |            |                   |                      |             |
| Сукхасом                                 |            | 1839              | 1850                 |             |
| Чантарат                                 |            | 23 вересня 1850   | 1 жовтня 1868        |             |
| Французький протекторат                  |            |                   |                      |             |
| Ун Кхам                                  |            | 1 жовтня 1868     | 15 грудня 1895       |             |
| Кхам Сук                                 |            | 15 грудня 1895    | 25 березня 1904      |             |
| Сісаванг Вонг                            |            | 28 квітня 1904    | 1946                 |             |

## Королівство Лаос (1946—1975)

Прапор королівства Лаос (1952—1975)

Королівство Лаос було засновано 1947 року. Воно возз'єднало землі, що розпались після розділу королівства Лансанг 1707 року. Відповідно до французько-лаоського договору 1953 року Лаос здобув незалежність, і королівський уряд узяв країну під цілковитий контроль. Відповідно до тієї ж угоди в Лаосі було встановлено конституційну монархію, яку очолив король Сісаванг Вонг, а прем'єр-міністром став принц Суванна Фума. 1959 року після смерті батька трон зайняв Сісаванг Ваттана. 2 грудня 1975 року останній був змушений зректись престолу в результаті перемоги Патет Лао у громадянській війні.
| Ім'я             | Портрет | Початок правління | Завершення правління | Примітки        |
| ---------------- | ------- | ----------------- | -------------------- | --------------- |
| Сісаванг Вонг    |         | 23 квітня 1946    | 29 жовтня 1959       |                 |
| Сісаванг Ваттана |         | 29 жовтня 1959    | 2 грудня 1975        | Зрікся престолу |